# Premier League Malti 1949-1950
Il campionato era formato da otto squadre e il Floriana vinse il titolo.

## Classifica finale
| Pos. | Squadra              | G  | V  | N | P  | GF | GS | Punti |
| ---- | -------------------- | -- | -- | - | -- | -- | -- | ----- |
| 1    | Floriana             | 14 | 11 | 1 | 2  | 42 | 8  | 23    |
| 2    | Ħamrun Spartans F.C. | 14 | 10 | 2 | 2  | 37 | 14 | 22    |
| 3    | Sliema Wanderers     | 14 | 8  | 3 | 3  | 31 | 15 | 19    |
| 4    | Valletta F.C.        | 14 | 7  | 2 | 5  | 30 | 14 | 16    |
| 5    | St. George's F.C.    | 14 | 6  | 2 | 6  | 23 | 34 | 14    |
| 6    | Hibernians F.C.      | 14 | 2  | 4 | 8  | 10 | 26 | 8     |
| 7    | St. Andrews F.C.     | 14 | 2  | 2 | 10 | 15 | 42 | 6     |
| 8    | Birkirkara F.C.      | 14 | 0  | 4 | 10 | 6  | 41 | 4     |